# Statuia lui Lenin din București

Statuia lui Lenin în parcul din fața Casei Scânteii din București.

Statuia lui Lenin din București a fost realizată de sculptorul Boris Caragea și a stat în parcul din fața Casei Scânteii din 21 aprilie 1960 până la data de 5 martie 1990 (demolarea statuii, care a început pe 3 martie 1990, a durat în total trei zile), când clădirea fusese deja rebotezată Casa Presei Libere. Inaugurarea statuii din bronz a avut loc la 21 aprilie 1960, cu o zi înaintea zilei de naștere a părintelui revoluției ruse, Vladimir Ilici Lenin, in prezenta tovarășului Gheorghe Gheorghiu Dej, președintele Consiliului de Stat al Republicii Populare Române (RPR).

## Realizarea statuii
În perioada 1952-1957, când se construia Casa Scânteii, conducerea de partid a hotărât că în fața ei trebuia amplasată o statuie a lui Vladimir Ilici Lenin. Sculptorul Constantin Baraschi, reprezentant de frunte al proletcultismului, foarte apreciat în epocă, a realizat o asemenea lucrare și, fiind sigur că va fi acceptată, a și turnat-o în bronz. Spre uimirea lui, lucrarea fost refuzată însă de conducerea Partidului Muncitoresc Român, care a considerat-o ireverențioasă la adresa marelui Lenin, care stătea cu un deget băgat între vestă și cămașă și cu o mână în buzunar. Concursul a fost câștigat, în 1962, de sculptorul Boris Caragea.
Statuia realizată de Constantin Baraschi ar fi devenit în final, după istoricul de artă Pavel Șușară, statuia lui I. L. Caragiale din București, prin decapitare și înlocuirea capului cu cel al marelui scriitor, informație infirmată de sculptorul Paul Vasilescu.
Folclorul urban spune că bronzul necesar statuii lui Lenin provine din statuia ecvestră a Regelui Carol I, care fusese topită de comuniști în 1948. 
Statuia a fost inaugurată joi, 21 aprilie 1960, cu o zi înainte de aniversarea a 90 de ani de la nașterea lui Lenin, pe platoul din fața Casei Scînteii, cu titulatura completă în epocă Combinatul Poligrafic „Casa Scînteii I. V. Stalin”.
În ziua de 4 decembrie 1987, într-o vineri, devreme, în zori, statuia lui Lenin a fost incendiată. Autorii incendierii nu au fost descoperiți, dar se bănuiește că sunt aceiași care, cu câteva luni înainte, incendiaseră „Arcul de Triumf” din placaj, montat în fața Palatului Expozițional din Piața Scânteii, pe care era scris cu litere mari: „Epoca de Aur Nicolae Ceaușescu”.

## Statuia după 1989
În 4 martie 1990, macaragiul Gheorghe Gavrilescu a venit din proprie inițiativă în Piața Scînteii, cu automacaraua pe care o avea în primire, și a dat jos de pe soclu statuia de șapte metri din bronz a lui Vladimir Ilici Lenin, apoi a dat jos și statuia lui Petru Groza, din fața Facultății de Medicină „Carol Davila”. Ambele statui au fost duse în parcul de lângă Palatul Mogoșoaia, unde au zăcut multă vreme. Macaragiul Gheorghe Gavrilescu, care fusese una din victimele represiunilor în urma revoltei de la Brașov din 1987, s-a sinucis patru ani mai târziu, pe 22 februarie 1994, spânzurându-se din cauza neîncrederii în noile structuri ale statului și dezamăgirii provocate de clasa politică românească.
Regizorul francez Claude Lelouch a realizat în România filmul Ces amours-là⁠(fr)[traduceți], în care joacă Anouk Aimée, Dominique Pinon, Zoltan Butuc, Vasile Muraru și Florin Busuioc. Atunci când a descoperit statuia lui Lenin, abandonată după zidul Palatului Mogoșoaia, s-a hotărât să filmeze o scenă care nu era inițial prevăzută în scenariu, implicând cow-boy, indieni nuntași și o orchestră completă împresurând reprezentarea monumentală a liderului comunist într-o imagine mai apropiată de filmul balcanic decât de cel francez.
Ioana Ciocan, artist vizual și asistent la Universitatea de Artă din București, este autoarea unei replici a statuii liderului sovietic Vladimir Ilici Lenin. Monumentul, care a fost dezvelit în data de 26 ianuarie 2010 la ora 11, pe soclul unde până în 1990 se afla statuia turnată în bronz realizată de Boris Caragea, era realizat într-o viziune modernă, neconvențională și nu avea nicio legătură cu statuia greoaie de 7 m realizată de Boris Caragea. Lenin în viziunea Ioanei Ciocan avea o înălțime de 3 m fiind creată din boabe de orez, bomboane cip și alte astfel de materiale perisabile, pe un miez din polistiren, și având chipul artistei. Statuia insolită a stat pe soclu o singură zi.
În 2011, după ce a zăcut la Mogoșoaia 20 de ani, Statuia lui Lenin, a fost mutată , printr-un protocol inițiat de Ioana Ciocan, într-un spațiu păzit al Poliției Municipiului București.

## Proiecte
După demolarea statuii lui Lenin au existat o serie de proiecte pentru acoperirea spațiului gol astfel creat:, dar singurul care s-a materializat este „Proiect 1990”, început de Ioana Ciocan pe 26 ianuarie 2010. Prin „Proiect 1990” se expun lucrări de artă contemporană cu caracter temporar. 
- Monumentul „Aripi” - o sculptură propusă de sculptorul Mihai Buculei, reprezentând trei aripi stilizate, realizate din oțel inoxidabil, placate cu bronz patinat, se dorește a fi amplasat în locul soclului. Deși aprobat încă din 2002, proiectul s-a împotmolit în hățișul birocratic. Potrivit domnului Buculei, finanțarea proiectului său a fost oprită și o parte din bani direcționați către Memorialul Renașterii, contestatul obelisc ridicat în memoria eroilor revoluției române. Gigantul monument „Aripi” va fi aproape la fel de mare ca Arcul de Triumf din București.

- O altă variantă luată în calcul după Revoluția Română era amplasarea statuii Elisabetei Rizea, țărancă din satul Nucșoara, devenită un simbol al opoziției anticomuniste. De asemenea în anii ’90, sindicatul tipografilor a propus amplasarea în zonă a unei statui a lui Mihai Eminescu.

- În 2003, administrația publică a Sectorului 1 a organizat un concurs câștigat de sculptorul Adrian Ilfoveanu. Proiectul acestuia, o sferă de metal, cu diametrul de zece metri, sugera bila cu litere și semne grafice a mașinii de scris, reprezentând libertatea de cuvânt a ziariștilor și scriitorilor, câștigată după 1989.

## Monumentul „Aripi”, dedicat rezistenței anticomuniste
La 30 mai 2016, în exact același loc a fost amplasat, în mod simbolic, monumentul „Aripi”, o statuie închinată eroilor rezistenței anticomuniste din România.